# Slag bij Chaeronea (338 v.Chr.)
De Slag bij Chaeronea in augustus 338 v.Chr. werd gestreden bij Chaeronea in het noordwesten van Boeotië. In deze slag zou er definitief over de toekomst van de Griekse poleis beslist worden. Koning Philippus II van Macedonië en zijn zoon Alexander (22.000 man infanterie en 2.000 cavaleristen) raakten met hun efficiënt bewapende en goed georganiseerde strijdmacht slaags met het Griekse coalitieleger dat Thebanen en Atheners, maar ook soldaten uit Euboea, Megara, Korinthe, Achaea, Acarnanië en Corcyra in haar rangen had (35.000 infanteristen). Hun moed kon echter het gebrek aan samenhang en leiding niet goedmaken en Philippus behaalde dan ook een eclatante overwinning.

## Opstelling
Deze slag was een krachtmeting tussen de klassieke falanx van het verbond van Athene en Thebe tegen de Macedonische falanx van Philippus. Aan Griekse zijde verdedigden de Atheners de linkerflank en de Thebanen de rechterflank (met de zo belangrijke uiterste rechterflank beschermd door de Heilige Schare van Thebe). Het centrum bestond uit zowel Atheners als Thebanen. In de Macedonische linie stond Philippus aan het hoofd van de rechtervleugel, terwijl zijn zoon Alexander de linkervleugel stuurde, samen met de beste officieren van zijn vader. De Macedonische cavalerie bevond zich aan de uiterste rechterkant van de linie.

## Verloop
Er wordt verteld dat de twee zijden lang en hevig vochten. Philippus II zou opzettelijk zijn hypaspisten op de rechterflank teruggetrokken hebben, om de vijandelijke linies te doen breken. De meeste bronnen zijn het er over eens dat Alexander de eerste was die de Thebaanse rangen aanviel, gevolgd door "een moedige groep" (waarschijnlijk zijn bloedverwanten en vrienden). Toen Philippus dit zag spoorde hij zijn troepen aan om aan te vallen. De Atheners, vurig maar onervaren, waren niet in staat om de Macedonische veteranen tegen te houden. Door de vlucht van de Atheners stonden de Thebanen er alleen voor, en werden verpletterend verslagen. Van de befaamde 300 man sterke Heilige Schare van Thebe werden er 254 gedood en waren er 46 gewond en gevangengenomen.
Volgens Diodoros van Sicilië woedde de slag nog lang en hevig, totdat Alexander zich een weg door de vijandelijke linies had gebaand en de tegenstanders op de vlucht had gejaagd. Meer dan duizend Atheners werden gedood in het gevecht, en niet minder dan tweeduizend Atheners werden gevangengenomen. Ook werden veel van de Boeotiërs gedood en gevangengenomen.
De bekende Britse historicus gespecialiseerd in Alexander de Grote, Nicholas G. L. Hammond, had een ander idee over de slag, en dit is tegenwoordig een populaire versie. Hij dacht dat het Alexander zelf was die, samen met de Gezellen te paard, in het ontstane gat reed dat Philippus gecreëerd had en de Atheners in de flank aanviel. Er is echter geen enkele bron (met als belangrijkste Plutarchus, Frontinus and Diodoros) die dit verhaalt. Hammond heeft het idee nooit meer dan als een speculatie gepresenteerd, maar het is wel vaak weergegeven in geschiedenisboeken en op websites als een historisch gegeven.

## Gevolgen
Philippus behaalde de overwinning, maar stelde zich zeer verschillend op tegen de verschillende poleis: Thebe behandelde hij streng, terwijl hij met Athene een vredesverdrag sloot. Hij legerde Macedonische garnizoenen in Korinthe en op het eiland Euboea, alsook in het verslagen Thebe. Na de Slag bij Chaeronea was het Thebaanse leger te gronde gericht en iedere soldaat uit de Heilige Schare dood of ernstig gewond. Het Atheense leger had ook ernstige verliezen geleden. Nu er weinig tot geen kans meer was om centraal Griekenland te verdedigen, zond Philippus zijn 18-jarige zoon Alexander naar Athene om te onderhandelen over een eind aan de vijandelijkheden.
Omdat de Perzische koning Artaxerxes III net was overleden en een troonopvolging in het Perzische Rijk meestal gepaard ging met een ronde burgeroorlogen, was er een prachtkans voor de Macedoniërs om de vernedering, hun in 340 aangedaan bij het vruchteloos beleg van Perinthus, te wreken. Philippus zei daarom tegen de Griekse stadstaten dat ze, in ruil voor een verbond met hem en de steun (soldaten en geld) bij zijn invasie van Perzië, gespaard zouden blijven. De Atheners, verrast dat ze er zo licht van af kwamen, gingen vlug akkoord, net zoals de rest van de Griekse poleis.

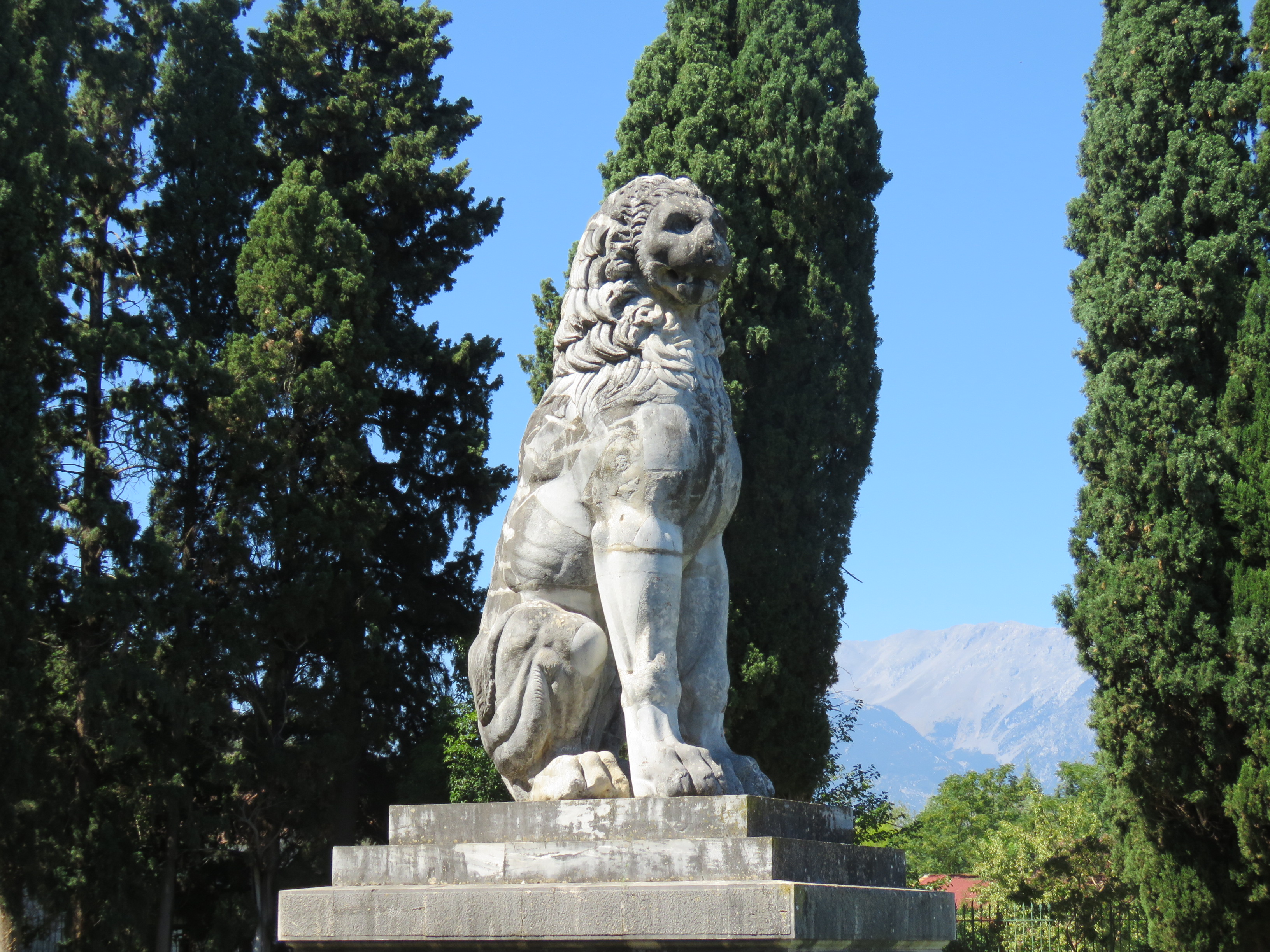
De Leeuw van Chaironeia, opgericht op het graf van de Heilige Schare

Hierop volgde het door Phillippus voorgezeten congres te Korinthe, dat zou leiden tot een κοινή εἰρήνη (algemene vrede) en de oprichting van de Korinthische Bond, gelijkaardig aan de Delische Bond van Athene en de Peloponnesische Bond van Sparta. Om te vermijden dat de rivaliteit van de Griekse stadstaten ook dit verbond uit elkaar zou scheuren (zoals bij de Delische en de Peloponnesische Bond), waren er Macedonische afgevaardigden aanwezig om hen in de lijn te houden. Het mocht niet baten: in 323 v.Chr. na de dood van Alexander kwamen de Grieken in opstand en was de bond de facto opgeheven.
Nadat de Korinthische Bond was gecreëerd, stond Macedonië klaar om een wereldrijk te worden onder Alexander de Grote, en voor de verbreiding van het hellenisme tot aan de oever van de Indus.